# Chasa Mengelberg

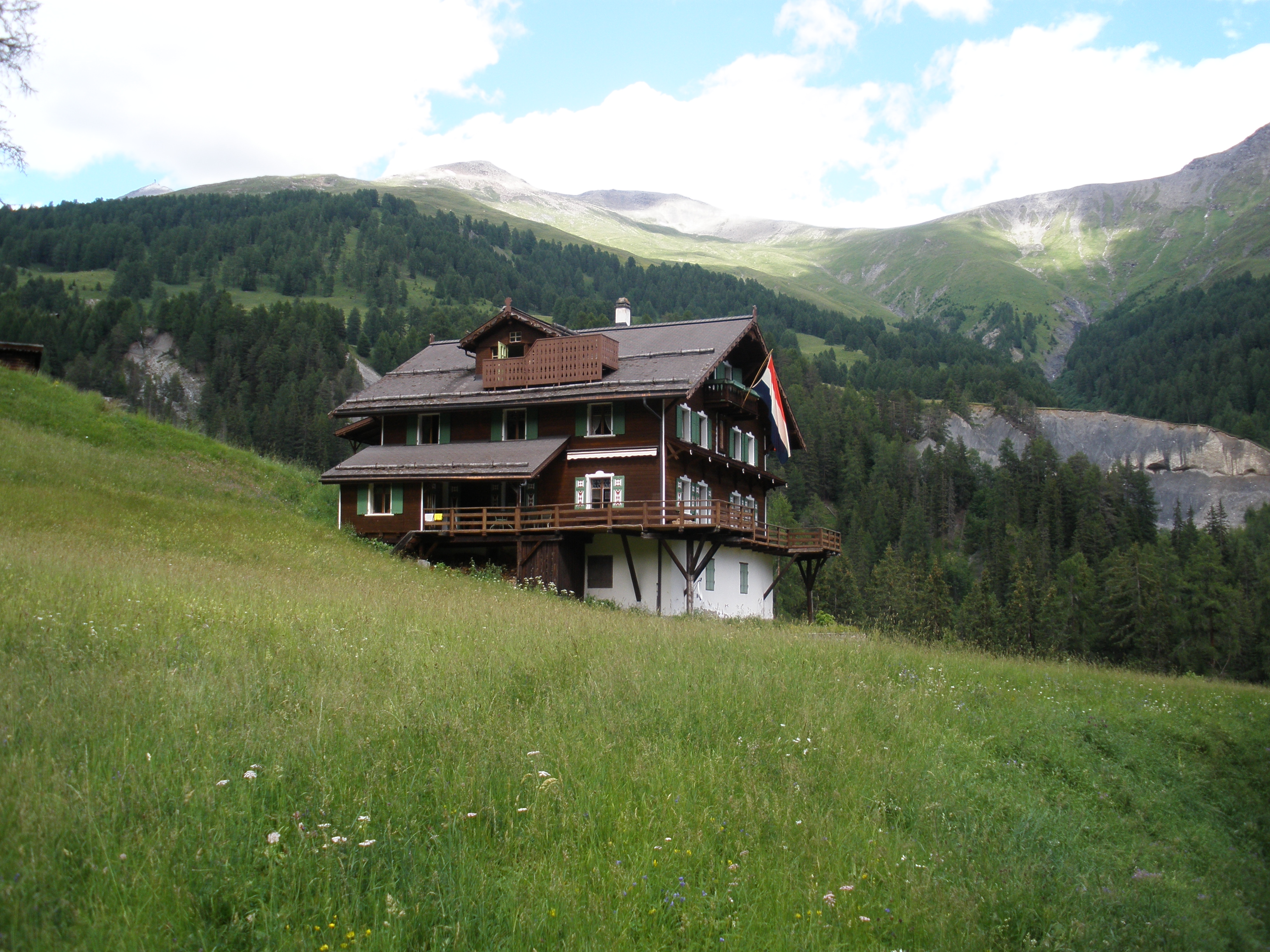
De Chasa Mengelberg

De Chasa Mengelberg is een chalet dat de Nederlandse dirigent Willem Mengelberg (1871-1951) begin 20e eeuw liet bouwen in het bergdal Unterengadin in het kanton Graubünden, Zwitserland. Mengelberg verbleef er vooral tijdens vakanties en ontving er regelmatig (voorname) gasten. Na diens dood diende het als gastenverblijf. De Chasa met de bijbehorende kapel, boerderij en personeelsverblijf vormen het gehucht Zuort. "Chasa" betekent "huis" in het Reto-Romaans, de lokale taal.

## Geschiedenis
De boerderij Hof Zuort waarnaar het gehucht is vernoemd, wordt voor het eerst genoemd in het jaar 1482 als erfelijk leengoed van het nabij gelegen plaatsje Sent. De wens van de chef-dirigent van het Concertgebouworkest Willem Mengelberg om zijn eigen huis te bouwen ontstond in de zomer van 1910. Zoals gebruikelijk verbleef hij in Zwitserland om te kuren en te genieten van de natuur. In dat bewuste jaar bracht hij zijn vakantie door in Val Sinestra, een kuuroord in hetzelfde dal, niet ver van Sent. Tijdens een wandeling in de omgeving kwam Mengelberg terecht in het op 1711 meter boven zeeniveau liggende Zuort. Het stelde niet veel voor; er stond maar één huis, de boerderij Hof Zuort. Mengelberg was van het gebied rond Val Sinestra en Zuort zó onder de indruk, dat hij zijn vrouw Mathilde (1875-1943) schreef:
Hier is 'n heerlijk oord voor jou!! De baden zijn goddelijk. (...) De bron is (...) juist voor jou geschikt. Een van de aller beste bronnen, die er op de heele wereld te vinden zijn voor zenuw zwakke of enigszins afgetobde menschen. ik geloof dat voor jou dit bad in (de) toekomst - je badplaats zal zijn. Daarbij de heerlijke frissche lucht, en de wandelwegen in de bosschen, ook naar Zuort - heel gewoon - niets bergbeklimmer achtigs, maar voor elke oude tante - zooals jij - gemakkelijk te bewandelen.
De wens van Mengelberg kwam uit. In 1911 werd begonnen met de bouw van zijn Chasa, dat hij zelf ontworpen had. Die vaardigheid had hij overgehouden aan de opleiding die zijn vader, de kunstenaar Friedrich Wilhelm (1837-1919) hem in zijn atelier had gegeven. Zijn vader ontwierp en bouwde onder andere enkele onderdelen van de Keulse Dom.
In etappes werd de Chasa gebouwd. Pas in 1922 kwam de Chasa in zijn huidige omvang gereed. In het eerste jaar begon men de bouwwerkzaamheden met de benedenverdieping en de kelder. In 1912 kwam er een verdieping bij met de gastenkamers. Vanaf 1914 was die gereed om gasten te kunnen ontvangen. In de winter van 1915-16 kwam Mengelbergs eigen verdieping er nog bovenop. Daar had hij zijn eigen slaapkamer, een klein balkonnetje en een eigen badkamer met ligbad. In de jaren tot 1922 volgden nog enkele kleine toevoegingen waaronder een kleine kapel die Mengelberg in de jaren 1920-24 heeft laten bouwen uit dankbaarheid voor het feit dat zowel Nederland als Zwitserland van de Eerste Wereldoorlog verschoond was gebleven. Het carillon van de kapel werd dagelijks bespeeld. Daarbij werd - hoog in de Zwitserse bergen - ook regelmatig het Wilhelmus ten gehore gebracht. Pas vele jaren later, in 1986, zou de Chasa aangesloten worden op het lichtnet.
In de zomermaanden verbleef Mengelberg in de Chasa. Vele beroemde bezoekers waren er te gast, onder wie Richard Strauss, Pierre Monteux, Fritz Kreisler, Frederick Steinway (een zoon van de pianobouwer Steinway) en de zangeressen Ilona Durigo en Aaltje Noordewier-Reddingius en Mia Peltenburg. Minister van Buitenlandse Zaken Herman van Karnebeek en kamerheer W.F. Röell brachten eveneens een bezoek aan de Chasa, net als prins Hendrik der Nederlanden.
Willem Mengelberg overleed hier op 21 maart 1951, een week voor zijn 80e verjaardag. Kort daarop zou een eind zijn gekomen aan het dirigeerverbod dat hem na de zuivering was opgelegd.

## Na de dood van Mengelberg
Voordat Mengelberg stierf had hij de toekomst van de Chasa al verzekerd. Hij had de nadrukkelijke wens dat de Chasa na zijn dood een zomerverblijf voor Musiker aller Welt zou worden. De Zwitserse Chasa Mengelberg Stiftung werd verantwoordelijk voor het onderhoud van de huis. De Nederlandse Chasa Mengelberg Stichting kreeg de opdracht de zorg voor het gastenverblijf op zich te nemen. Tot en met 2003 bleef het gastenverblijf in stand, mede dankzij twee gepensioneerde musici van het Concertgebouworkest: tot 1983 de eerste violiste Elly Bijsterus Heemskerk (1889-1987) en daarna de hoornist Adriaan van Woudenberg (1925).

## 2010: Een nieuw hoofdstuk
In 2010 verkocht de Stiftung om financiële redenen de Chasa en alle bijbehorende gebouwen aan dr. Peter R. Berry te Sankt Moritz. Deze voormalige arts verklaarde in februari 2010 nauwe contacten te willen onderhouden met de Willem Mengelberg Stiftung. Tevens is hij voornemens gezamenlijk culturele projecten op te zetten in Unterengadin. De nieuwe eigenaar gaf ook aan dat hij de bijbehorende historische boerderij Hof Zuort waarin ook een pension en een "Stube" zijn gevestigd, als zodanig wil blijven exploiteren. Het is ook zijn bedoeling dat de Chasa en de bijgebouwen betekenis zullen houden in culturele zin en ook als gastenverblijf. De verkoop werd ondersteund door de gemeenten Sent en Ramosch. In de zomer van 2010 heeft de dirigent Riccardo Chailly voor het eerst een bezoek gebracht aan de Chasa.
In Nederland wordt de herinnering aan Willem Mengelberg levend gehouden door de Willem Mengelberg Vereniging.

## Voetnoot en verwijzing
1. ↑  Brief van 10 augustus 1910
2. ↑  Carillon van de Mengelberg Kappelle. Gearchiveerd op 9 oktober 2016.